# Scatola Madre
La Scatola Madre (Mother Box) è un oggetto tecnologico immaginario ideato da Jack Kirby per l'universo fumettistico del Quarto Mondo della DC Comics.

## Storia
Creata dallo scienziato di Apokolips Himon usando il misterioso Elemento X, le Scatole Madri sono dei supercomputer senzienti e miniaturizzati, anche se la loro vera natura e origine è sconosciuta. Possiedono grandi poteri e capacità (che variano dal teletrasporto attraverso i boomdotti alla manipolazione dell'energia) non comprese neanche dai loro utilizzatori, i Nuovi Dei di Nuova Genesi. Le Scatole Madri sono in grado anche di curare le persone ferite (anche Darkseid dopo uno scontro con Doomsday) e concedono tanto amore al loro possessore da auto-distruggersi quando questo muore.
Come forma fisica si presentano come piccole scatole, ma possono essere anche più grandi (ad esempio quella portata dai Forever People), e possono anche non avere la forma di una scatola (Mr. Miracle ad esempio aveva i tessuti di una Scatola Madre intrecciati dentro il cappuccio del suo costume). Generalmente comunicano con un ripetitivo "ping!" che può essere compreso dai loro possessori.
Shilo Norman la chiama "Mamma Scatola".

## Altre versioni
- Nella saga La pietra dei tempi (Rock of Ages) apparsa nella serie della Justice League of America di Grant Morrison, appare un futuro alternativo in cui Darkseid ha conquistato la Terra e Granny Goodness è fusa insieme a una Scatola Madre, formando una grande "Scatola Nonnina" (Grandmother Box).
- Nella serie Uncle Sam and the Freedom Fighters Father Time crea una Orphan Box (letteralmente "Scatola Orfana") dai resti di Gonzo.
- Esiste una versione apokoliptiana della Scatola Madre, chiamata Father Box (letteralmente "Scatola Padre"), creata da Walter Simonson nella serie dedicata ad Orion nel 2000.
- Nella versione New 52 dell'universo DC, Cyborg è in grado di avvertire l'uso delle scatole madri sulla Terra con un po' di ritardo, anche se la cosa gli provoca dolore fisico; il potere gli viene dall'essere costituito in parte da tecnologia di Apokolips.

## Altri media
- In Batman v Superman: Dawn of Justice (2016) le scatole madri hanno due apparizioni, una durante la creazione di Cyborg e l'altra nelle scene tagliate insieme a Steppenwolf.
- In Justice League (2017) e in Zack Snyder's Justice League (2021), Steppenwolf arriva sulla Terra per impossessarsi delle scatole madri e liberare il loro potere per conquistare il pianeta, ordinato dal nipote; la Justice League si unirà per fermarlo.